# فلاردینگن
شهر فلاردینگن (به هلندی: Vlaardingen) در هلند جنوبی در کشور هلند واقع شده‌است. جمعیت این شهر ۷۰٫۷۲۸ نفر  است.

## نگارخانه

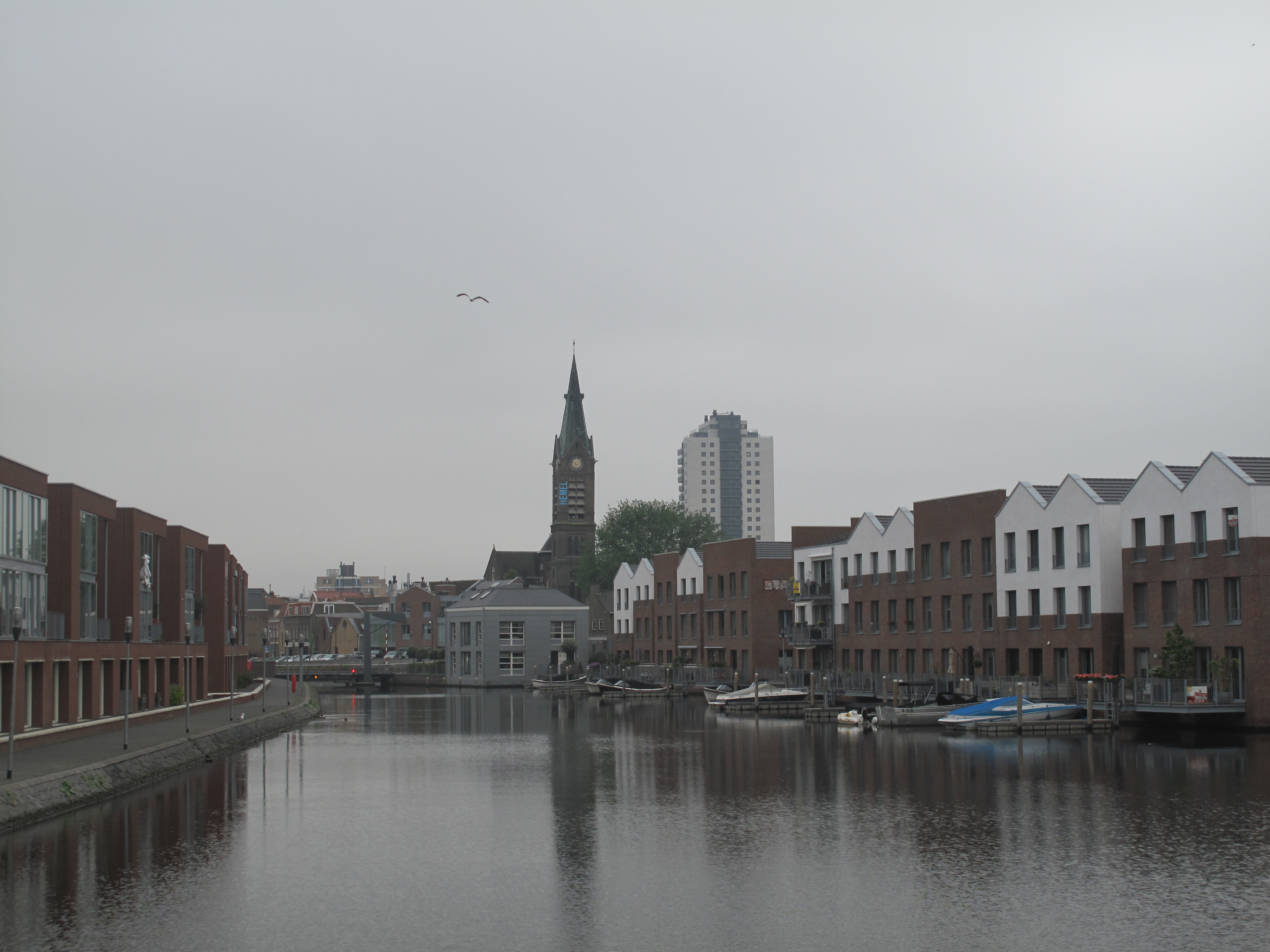
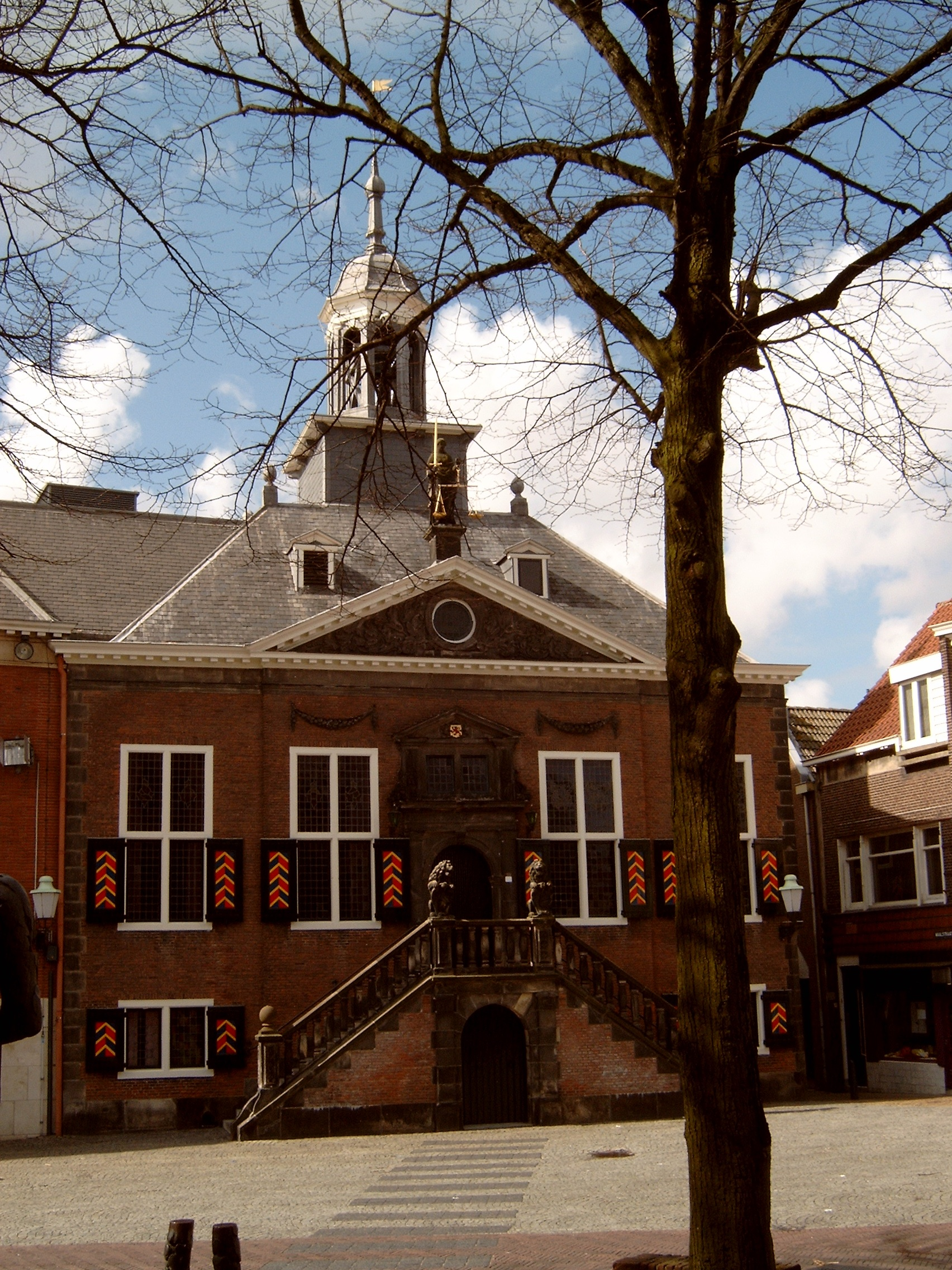
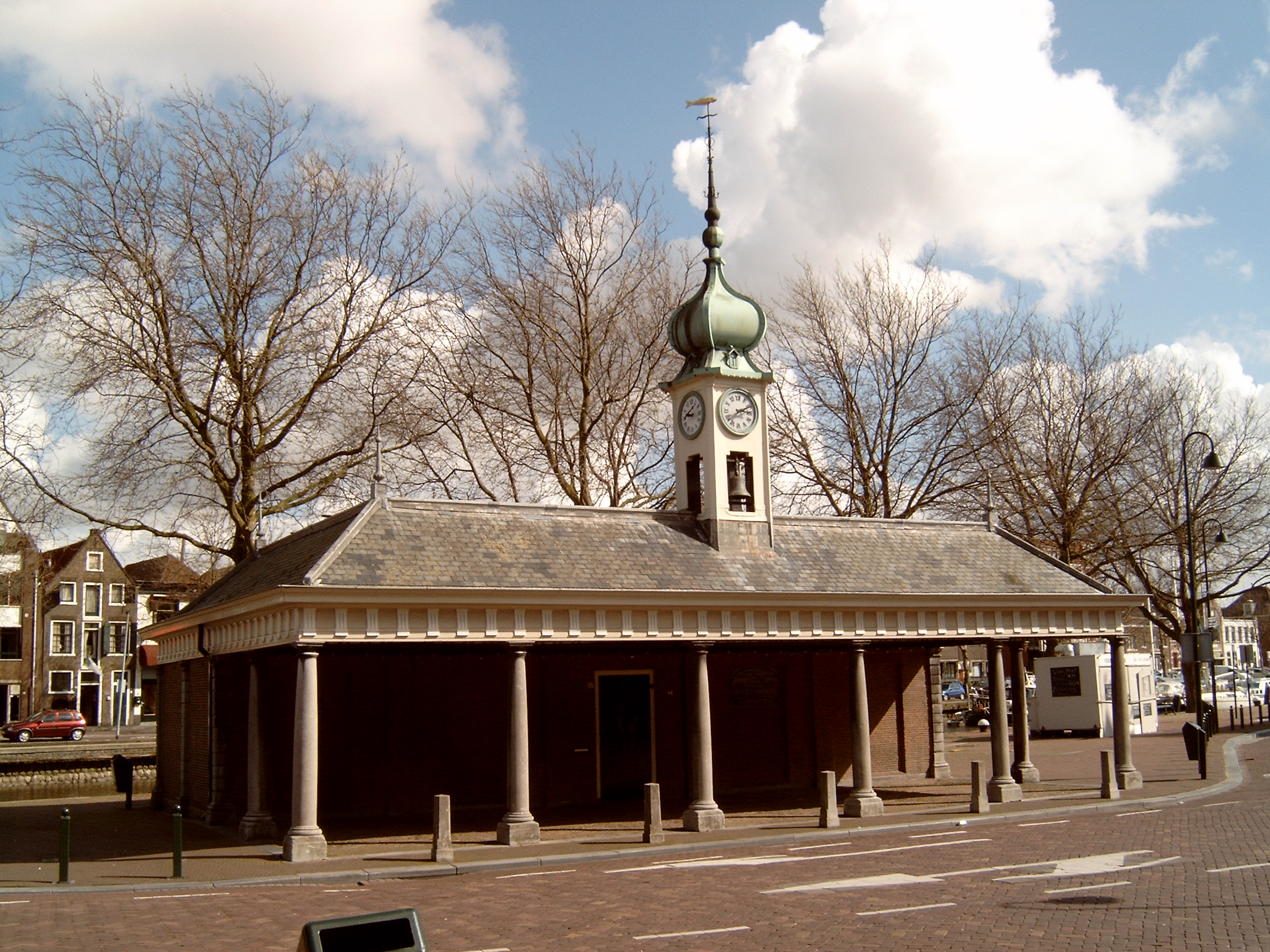
Visbank  -->
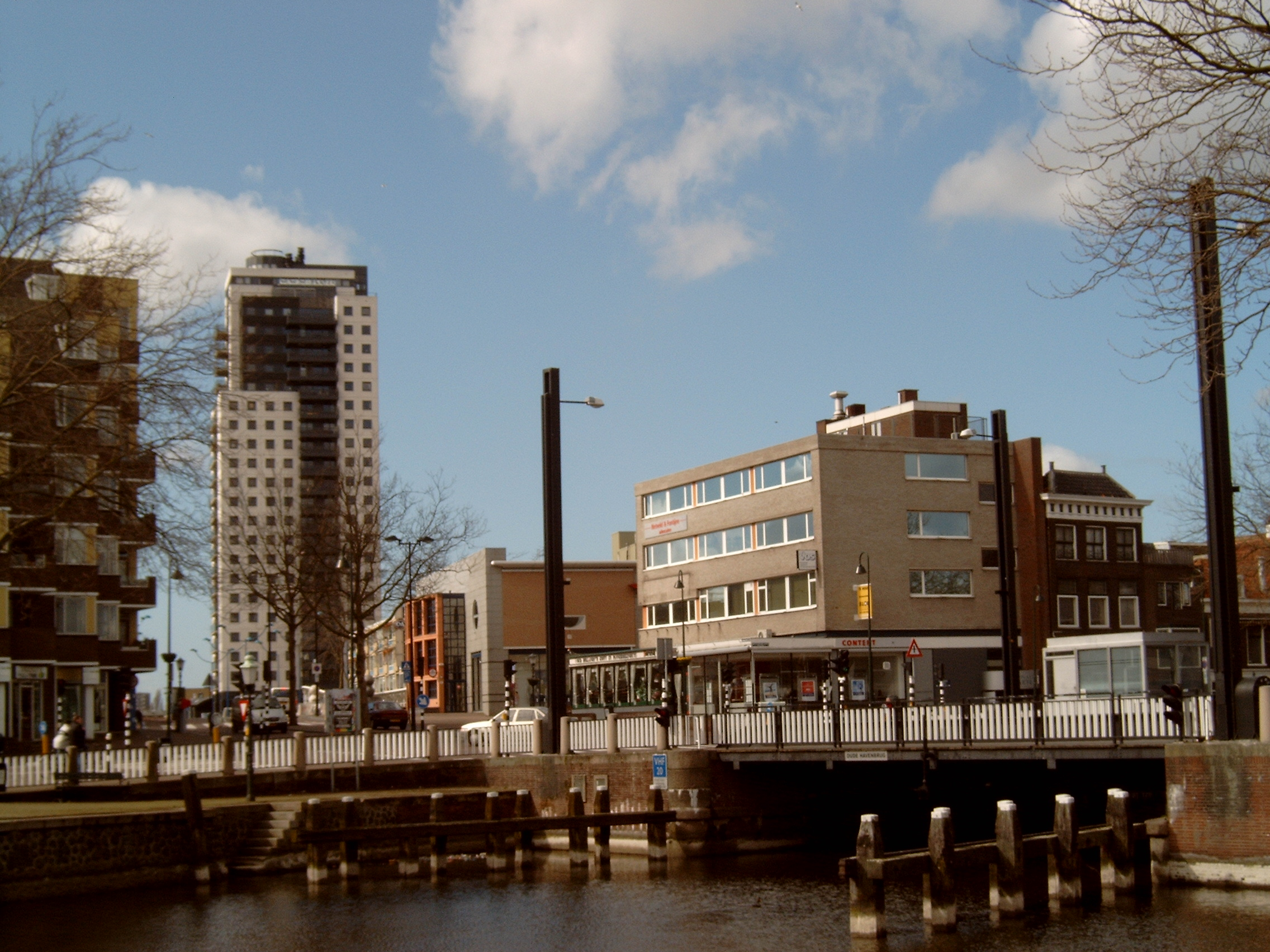
Oude Havenbrug  -->
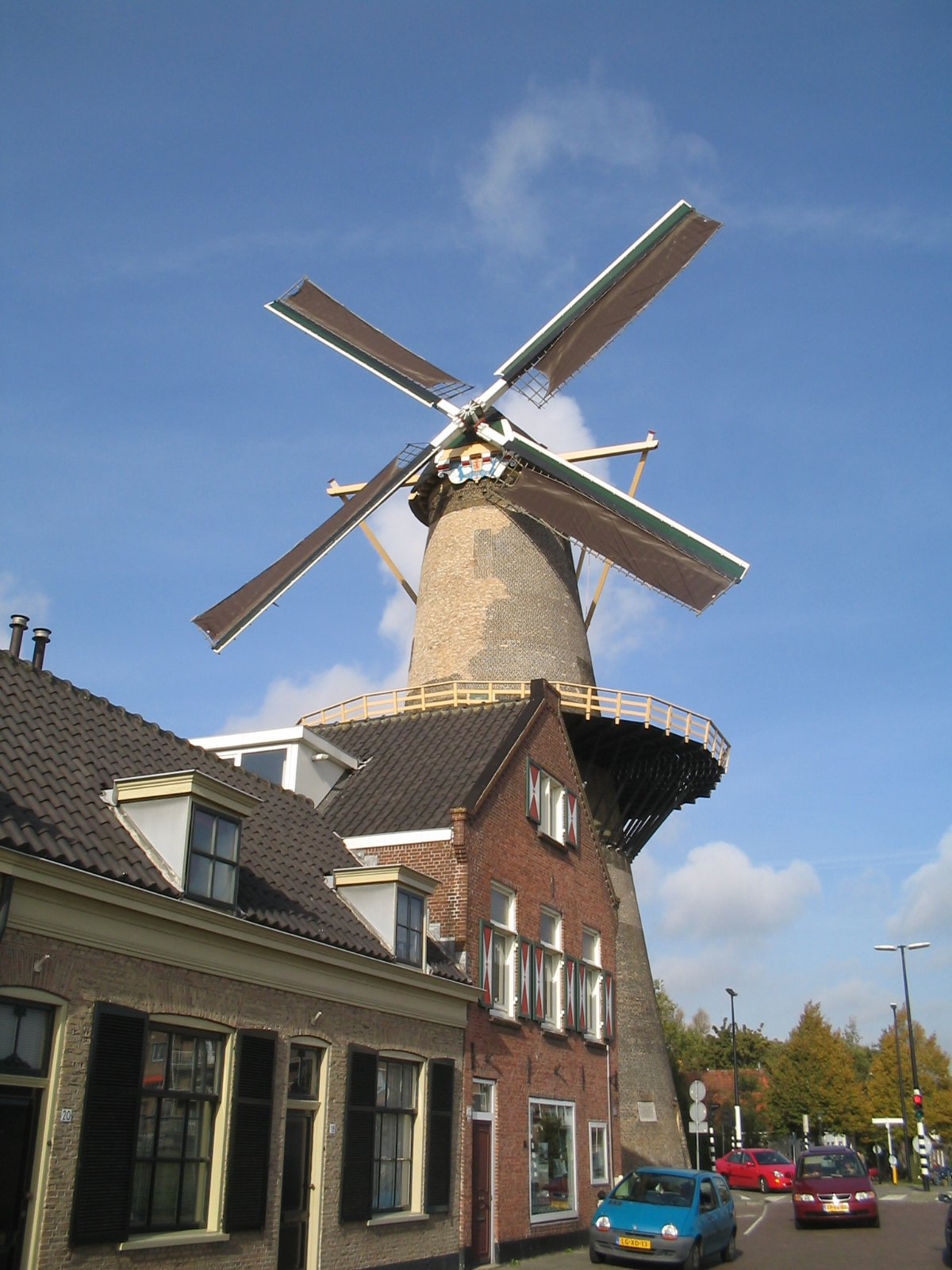
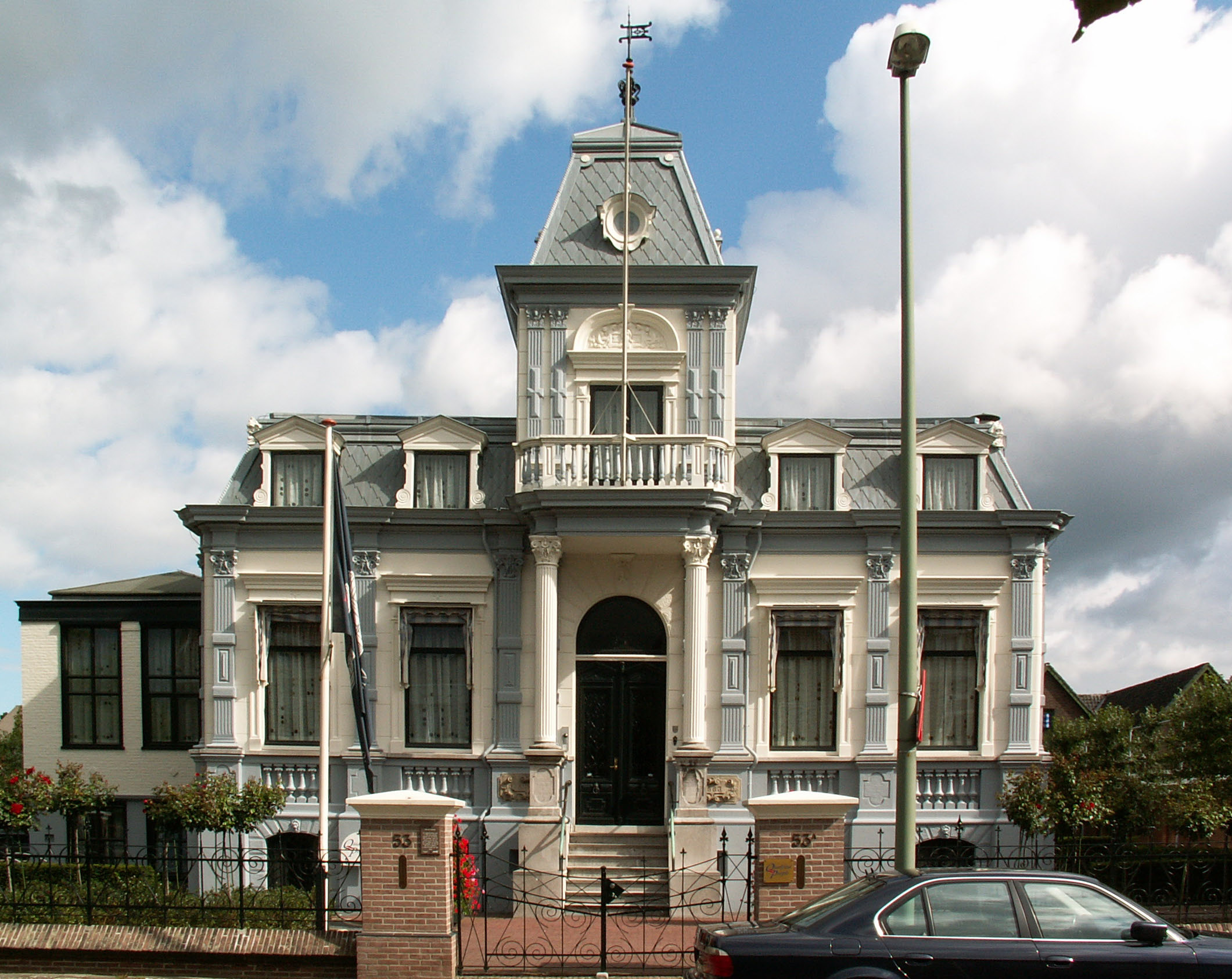
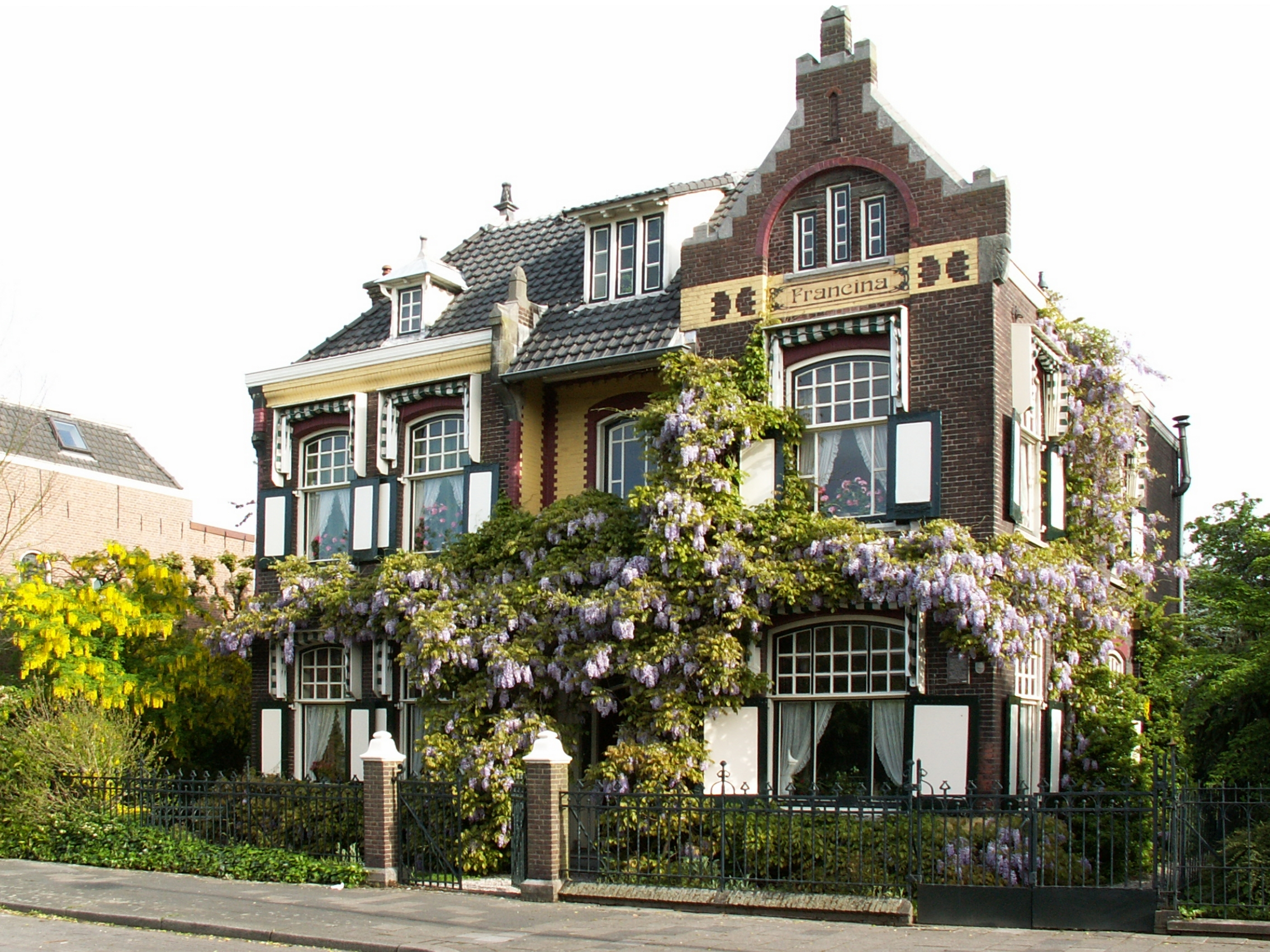
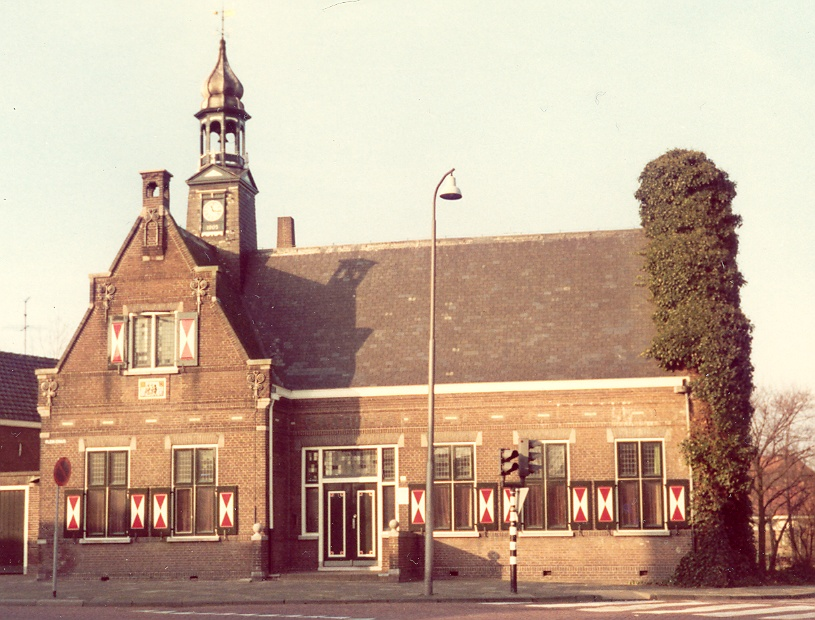
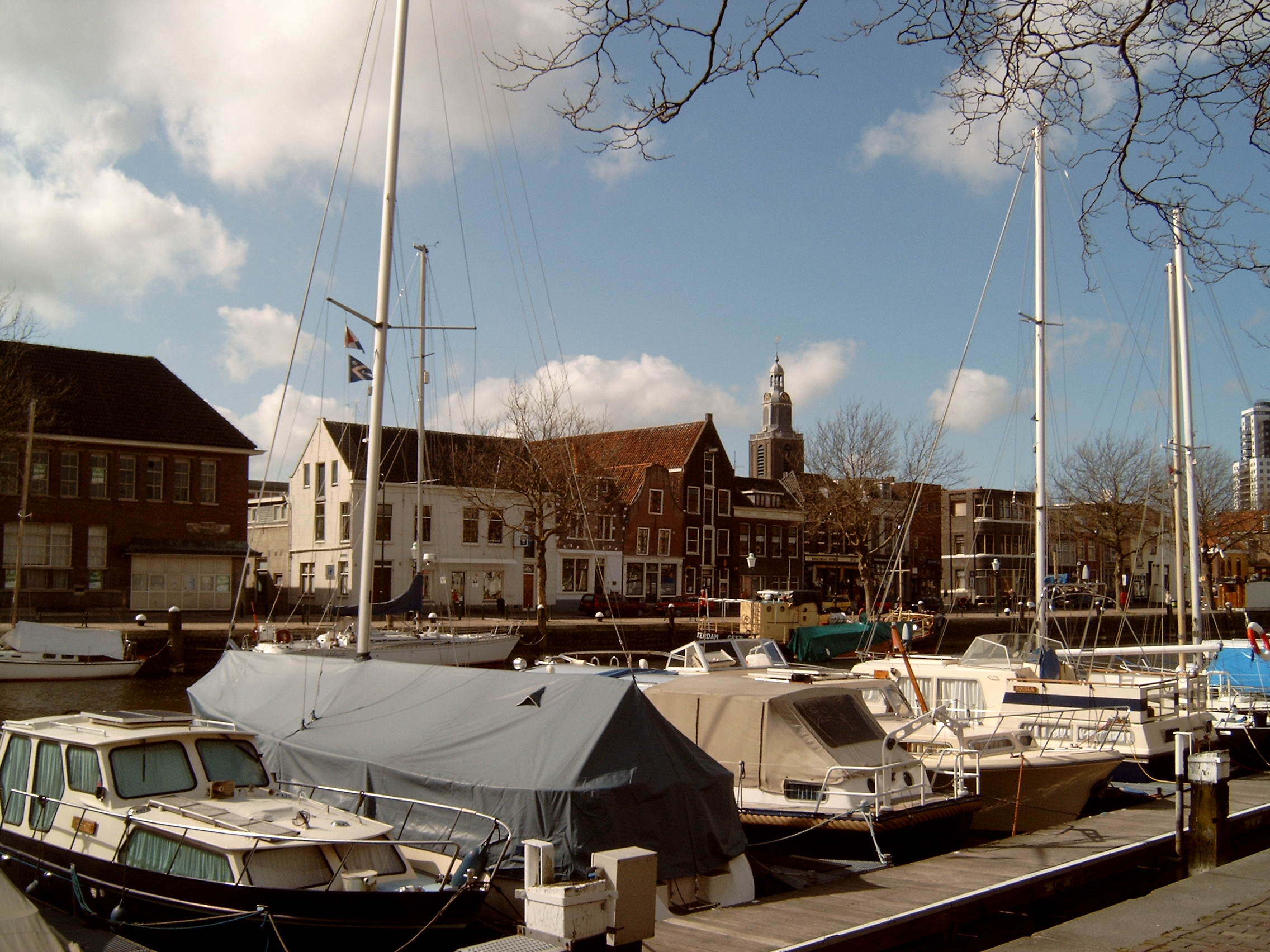
View of the harbour -->
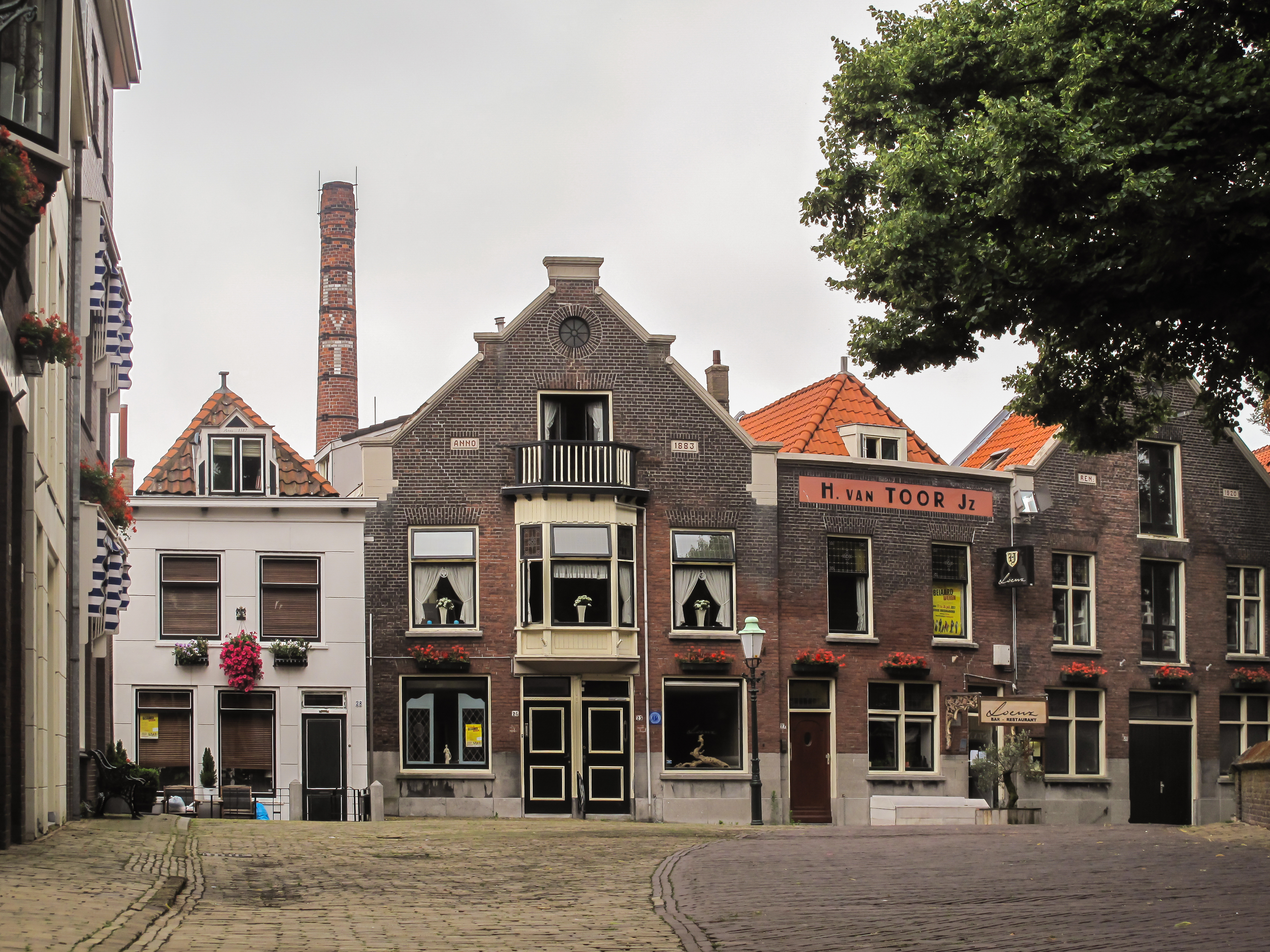